# 松山市立湯山中学校
松山市立湯山中学校（まつやましりつ ゆやまちゅうがっこう）は、愛媛県松山市にある公立中学校。

## 沿革
- 1947年（昭和22年） - 温泉郡湯山村立湯山中学校創立開校
- 1955年（昭和30年） - 松山市立湯山中学校と改称